# L7 (álbum)
L7 es el álbum debut de la banda de rock estadounidense L7, grabado en 1987 y publicado en 1988. El álbum muestra un sonido muy cercano al punk rock, aunque se pueden apreciar algunos acercamientos al sonido grunge que predominaría en las producciones posteriores de la agrupación.

## Lista de canciones
| N.º | Título                 | Escritor(es)    | Duración |  |
| 1.  | «Bite the Wax Tadpole» | Gardner         | 2:16     |  |
| 2.  | «Cat-O'-Nine-Tails»    | Gardner         | 2:12     |  |
| 3.  | «Metal Stampede»       | Sparks          | 2:25     |  |
| 4.  | «Let's Rock Tonight»   | Gardner, Sparks | 3:12     |  |
| 5.  | «Uncle Bob»            | L7, Sparks      | 6:32     |  |
| 6.  | «Snake Handler»        | Gardner         | 2:29     |  |
| 7.  | «Runnin' from the Law» | Gardner, Sparks | 3:10     |  |
| 8.  | «Cool Out»             | Sparks          | 2:54     |  |
| 9.  | «It's Not You»         | Gardner         | 1:45     |  |
| 10. | «I Drink»              | L7, Sparks      | 2:55     |  |
| 11. | «Ms. 45»               | L7, Sparks      | 2:40     |  |

## Créditos
- Donita Sparks - voz, guitarra
- Suzi Gardner - guitarra, voz
- Jennifer Finch - bajo, voz
- Roy Koutsky - batería